# 柏陵橋
柏陵橋（はくりょうばし）は、山形県西村山郡大江町と寒河江市に架かる橋。

## 概要
最上川に架かる橋で、国道287号左沢バイパスが通る。大江町藤田と寒河江市中郷を結んでいる。
大江町から寒河江市の境界にかけて蛇行する最上川に2本の橋を架ける新路線の整備として進められた左沢バイパスの開通へ向けての工事の一環で進められ、簗瀬橋と共に整備が行われた。1989年11月に左沢バイパスの一部として柏陵橋が完成した。同じ左沢バイパス上に位置し、後に完成した簗瀬橋とは数百mしか離れていない。柏陵橋と築瀬橋の間を楕円に流れる最上川沿いに大江町の町の中心地が形成されており、柏陵橋と築瀬橋の間には最上橋も存在する。

## 開通後
朝日町と中山町の移動時間が短縮されるなど、交通の利便性が向上。橋のたもとはかつて存在した左沢中学校の跡地があり、柏陵橋の開通後に左沢中学校跡地開発が行われた。開通後である1991年の温泉掘削を機に、中学校の跡地の場所に舟唄温泉などが開業し、柏陵橋のすぐ近くには道の駅おおえも完成した。
橋のやや上流部には、NHKのドラマ「おしん」のいかだ下りのシーンを撮影したロケ地も存在する。